# Taskforce on Nature-related Financial Disclosures
Die Taskforce on Nature-related Financial Disclosures (TNFD) ist eine marktorientierte, wissenschaftlich fundierte und von Regierungen unterstützte Initiative, die Organisationen die Mittel an die Hand gibt, um auf sich entwickelnde naturbezogene Fragen zu reagieren.

## Zeitliche Entwicklung
Im Juli 2020 wurde eine Initiative zur Bildung einer Taskforce für naturbezogene Finanzinformationen angekündigt. Im Juni 2021 wurde die TNFD gegründet und erhielt weltweite Unterstützung von der G7, der G20 und anderen einflussreichen Politikern. Die zunächst 34 Mitglieder der Taskforce wurden im September 2021 bekannt gegeben und bis Ende 2022 auf 40 erweitert.

## Finanzierung
Die Arbeit der Task Force wird von Regierungen und philanthropischen Stiftungen finanziert. Die Regierungen von Australien, Frankreich, Deutschland, den Niederlanden, Norwegen, der Schweiz und dem Großbritannien sowie die Children’s Investment Fund Foundation (CIFF), die Global Environment Facility (GEF), die Macdoch Foundation und das Entwicklungsprogramm der Vereinten Nationen (UNDP) haben finanzielle Mittel und Sachleistungen zur Verfügung gestellt.
Das TNFD-Sekretariat wird administrativ vom Green Finance Institute (GFI) unterstützt und firmiert als GFI PMO Ltd.

## Ziele
Obwohl der Handlungsbedarf klar ist, verfügen Unternehmen und Finanzorganisationen heute nicht über die Informationen, die sie benötigen, um die Risiken und Chancen für ihr Unternehmen zu verstehen, die sich aus ihren Auswirkungen und Abhängigkeiten von der Natur ergeben. Deshalb sieht die TNFD ihr Ziel darin, den Entscheidungsträgern in der Wirtschaft und auf den Kapitalmärkten durch eine Unternehmensberichterstattung über die Natur qualitativ bessere Informationen zur Verfügung zu stellen, die das Risikomanagement von Unternehmen und Portfolios verbessern. Zuverlässige Informationen über naturbezogene Fragen ermöglichen es den Unternehmen, naturbezogene Risiken und Chancen in ihre strategische Planung, ihr Risikomanagement und ihre Entscheidungen zur Vermögensverteilung einzubeziehen.
Die TNFD-Empfehlungen und zusätzlichen Leitlinien sollen Organisationen dabei helfen, über sich entwickelnde naturbezogene Themen zu berichten und zu handeln, um letztlich eine Verlagerung der globalen Finanzströme weg von naturfeindlichen und hin zu naturfördernden Ergebnissen zu unterstützen.